# Nogometna liga veterana ZVO-a
Nogometna liga veterana Zajedničkog Vijeća Općina (srp. Фудбалска лига ветерана Заједничког Већа Општина), nogometno je natjecanje veteranskih sekcija klubova s područja istočne Hrvatske, u organizaciji ZVO-a. Natječu se klubovi čiju etničku strukturu pretežito čini srpska nacionalna manjina.

## Natjecanje
Natjecanje se održava od 1997. godine u dva dijela. U ligaškom dijelu momčadi međusobno igraju dva puta, dok prve 4 momčadi idu u razigravanje. Razigravanje se odigrava na stadionu prvaka po principu prvi s četvrtim i drugi s trećim, nakon čega se igraju utakmice za prvaka i treće mjesto.

## Sudionici
Klubovi koji sudjeluju u ovom natjecanju su:
- BSK (Bijelo Brdo)[2][3]
- Hajduk Mirko (Mirkovci)[2][3]
- Negoslavci (Negoslavci)[2][3]
- Bršadin (Bršadin)[3]
- Sloga (Borovo)[2][3]
- Mladost (Karadžićevo)[3]
- NK Radnički Dalj (Dalj)[2][3]
- Sinđelić (Trpinja)[2][3]

## Raniji sudionici
- 4. juli (Uglješ), od 2007./08., 2008./09.
- Crvena zvezda (Silaš/Palača), 2007./08., 2008./09.
- Vidor (Srijemske Laze),[2] 2006./07.
- Čelik (Gaboš),[2] 2006./07.
- Sloga (Pačetin),[4][5] 2012./13.
- Borac (Bobota),[2][3] sudjelovali do sezone 2014./15.
- Vuteks-Sloga (Vukovar),[2][3] sudjelovali do sezone 2014./15.
- Borac (Šidski Banovci),[2][3])[6] sudjelovao do 2007. i u sezonama 2012./13., 2013./14., 2016./17.
- Bratstvo (Jagodnjak)

## Prethodni pobjednici
- 2006./07. – NK Negoslavci[2]
- 2011./12. – NK Sinđelić Trpinja (pobjednik ligaškog dijela natjecanja, nakon kojeg je usljedilo razigravanje gdje su u finalu pobijedili Slogu iz Borova)[4]
- 2012./13. – NK Sinđelić Trpinja (pobjednik ligaškog dijela natjecanja, nakon kojeg je usljedilo razigravanje gdje su u finalu pobijedili Slogu iz Borova rezultatom 5:3)[7][1]
- 2014./15. – NK Sinđelić Trpinja[8]
- 2015./16. – NK Sloga Borovo[9]
- 2016./17. – NK Sinđelić Trpinja

## Vanjske poveznice
- Vijest vezana za početak sezone 2010./11.
- Službene stranice ZVO-a, organizatora natjecanja